# 丘德諾耶湖
丘德诺耶湖（俄语：Озеро Чудное）或用万沼（日语：／）是萨哈林州波罗奈区的湖，水域面积0.8平方公里，集水面积3.8平方公里，海拔3米。